# Grotowo
Grotowo (deutsch Hoppendorf) ist ein Ort in der polnischen Woiwodschaft Ermland-Masuren in der Landgemeinde Górowo Iławeckie (Landsberg). Er gehörte vor 1945 zum Kreis Preußisch Eylau in Ostpreußen.

## Geographische Lage
Grotowo liegt am Westufer der Walsch (polnisch Wałsza) im Nordwesten der Woiwodschaft Ermland-Masuren, 24 Kilometer südwestlich der früheren und heute auf russischem Staatsgebiet gelegenen Kreisstadt Preußisch Eylau (russisch Bagrationowsk) bzw. 32 Kilometer westlich der heutigen Kreismetropole Bartoszyce (deutsch Bartenstein).

## Geschichte
Hoppendorf wurde um 1350 bei der Besiedlung des Kammeramts Worienen (polnisch Woryny) der Komturei Balga als Zinsbauerndorf gegründet. Der Ortsname kann von Siedlern aus dem westpreußischen Hoppendorf (polnisch Hopowo) bei Karthaus stammen oder auch von Hopfen oder dem Gründer Hopp oder Hoppe stammen. Kriegseinwirkungen brachten mehrfach großen Schaden über das Dorf, u. a. beim Reiterkrieg im Jahre 1520.
1526 wurde Hoppendorf trotz weitreichender Zerstörung an Michael von Kottwitz verliehen, 1531 wurde es an Georg von Sack verkauft und blieb bis 1640 ein gutsuntertäniges Dorf der Familie Sack auf Klein Steegen  (polnisch Stega Mała). 1640 kam Hoppendorf an die Begüterung Wildenhoff (polnisch Dzikowo Iławeckie). 1785 war Hoppendorf ein adliges Dorf von Wildenhoff mit 17 Feuerstellen, 1811 hatte das Dorf ein köllmisches Grundstück und sieben Bauern, 1831 waren es bei 2.129 Morgen Land (mit Vorwerk) neu Bauerngüter, vier Kätner, drei Handwerker, acht Instleute und 140 Bewohner. Die vorgenommene Separation war 1842 beendet.
1874  wurde der Amtsbezirk Groß Steegen (polnisch Stega Wielka) im ostpreußischen Kreis Preußisch Eylau, Regierungsbezirk Königsberg, errichtet, in den Hoppendorf eingegliedert wurde. 309 Einwohner waren im Jahre 1910 in Hoppendorf registriert.
Am 30. September 1928 gab es die Gemeinde Hoppendorf mit den Ortsteilen Friedrichshof (polnisch Wierzbięcin) und Stobbenbruch (Porąbki). Sie war 750,8 Hektar groß und hatte 56 Wohngebäude, 81 Haushaltungen und 347 Einwohner. Die Zahl der Einwohner belief sich 1933 auf 327 und 1939 auf 292.
Die Rote Armee besetzte Anfang Februar 1945 das Dorf. Mit der Abtretung des gesamten südlichen Ostpreußen 1945 in Kriegsfolge kam Hoppendorf zu Polen. Das Dorf erhielt die polnische Namensform „Grotowo“ und ist heute eine Ortschaft in der Gmina Górowo Iławeckie (Landgemeinde Landsberg) im Powiat Bartoszycki (Kreis Bartenstein), von 1975 bis 1998 der Woiwodschaft Olsztyn, seither der Woiwodschaft Ermland-Masuren zugehörig. 2022 hatte Grotowo 73 Einwohner.

## Religion
Bis 1945 war Hoppendorf mit seiner mehrheitlich evangelischen Bevölkerung in das Kirchspiel der Kirche Guttenfeld (polnisch Dobrzynka) im Superintendenturbezirk Landsberg im Kirchenkreis Preußisch Eylau in der Kirchenprovinz Ostpreußen der Kirche der Altpreußischen Union eingepfarrt.
Die fast ausnahmslos römisch-katholische Einwohnerschaft Grotowos ist jetzt der Pfarrei Pluty (Plauten) im Erzbistum Ermland zugeordnet, deren Pfarrer hier regelmäßig Sonntagsmessen hält.

## Schule
Die Hoppendorfer Schule bestand seit 1769. 1902 wurde das Schulhaus neu erbaut, das bisherige Schulgebäude wurde zur Lehrerwohnung umgebaut. Zwischen 1840 und 1945 waren drei Generationen der Familie Fuchs als Lehrer tätig: Eduard Fuchs (1840–1886), Adalbert Fuchs (1886–1924) und Martin Fuchs (1924–1945).

## Verkehr
Grotowo ist heute über mehrere Straßenverbindungen mit der Umgebung vernetzt, die von Stega Mała (Klein Steegen) bzw. Zięby (Finken), Skarbiec (Schatzberg) und Wierzbięcin (Friedrichshof) sowie Dębowiec (Eichholz) und Dobrzynka (Guttenfeld) nach hier führen.
Eine Bahnanbindung besteht nicht.